# Mycomya galeapectinata
Mycomya galeapectinata är en tvåvingeart som beskrevs av Chandler 1994. Mycomya galeapectinata ingår i släktet Mycomya och familjen svampmyggor.
Artens utbredningsområde är Israel. Inga underarter finns listade i Catalogue of Life.